# Порог (роман)
«Порог» — роман российского писателя-фантаста Сергея Лукьяненко, первый в планируемом космическом эпосе минимум в 3-4 книги. В романе автор попробовал изобразить возможное будущее человечества, порассуждать на тему природы разума человека, бессмысленного насилия и агрессии.

## Сюжет
Способ, которым перемещаются между звёздами космические корабли могущественной цивилизации Ракс, обладает одним странным свойством: если в месте выхода оказывается материальный объект, он не просто «исчезает» в настоящем — он исчезает «всегда», его никогда не существовало. Правильно прицелившись в нужную точку, можно кардинально переписать всю историю — не только настоящее и будущее, но и прошлое, по крайней мере, нашей Галактики. Мир станет совершенно другим, и никто этого даже не заметит. Кроме экипажа и пассажиров земного корабля «Твен», который в момент такой перемены находился в подпространстве, то есть вне изменившейся Вселенной…

## Критика и оценки
Борис Невский из журнала «Мир фантастики» отметил обстоятельный подход писателя к миростроительству, «довольно интересный, хотя и не слишком оригинальный» мир романа, напоминающий произведения Дэвида Брина или Кэролайн Черри. По мнению Невского, «книга получилась увлекательная», но есть перекос в проработке сюжетных линий, а также присутствует некоторый антропоцентризм.